# 列纳山
列纳山（義大利語：Monte di Lierna，或)，是列纳岬角最高的山峰，是意大利科莫湖岸的山脉之一。

## 地理
列纳山高1249米，坐落在列纳的自然公园内。列纳山俯瞰科莫湖湖面的一侧气候温和，而朝向Valsassina的一侧有典型的高山气候，这种多样的栖息地和气候条件有利于大量以及一些稀有的动物物种生存。

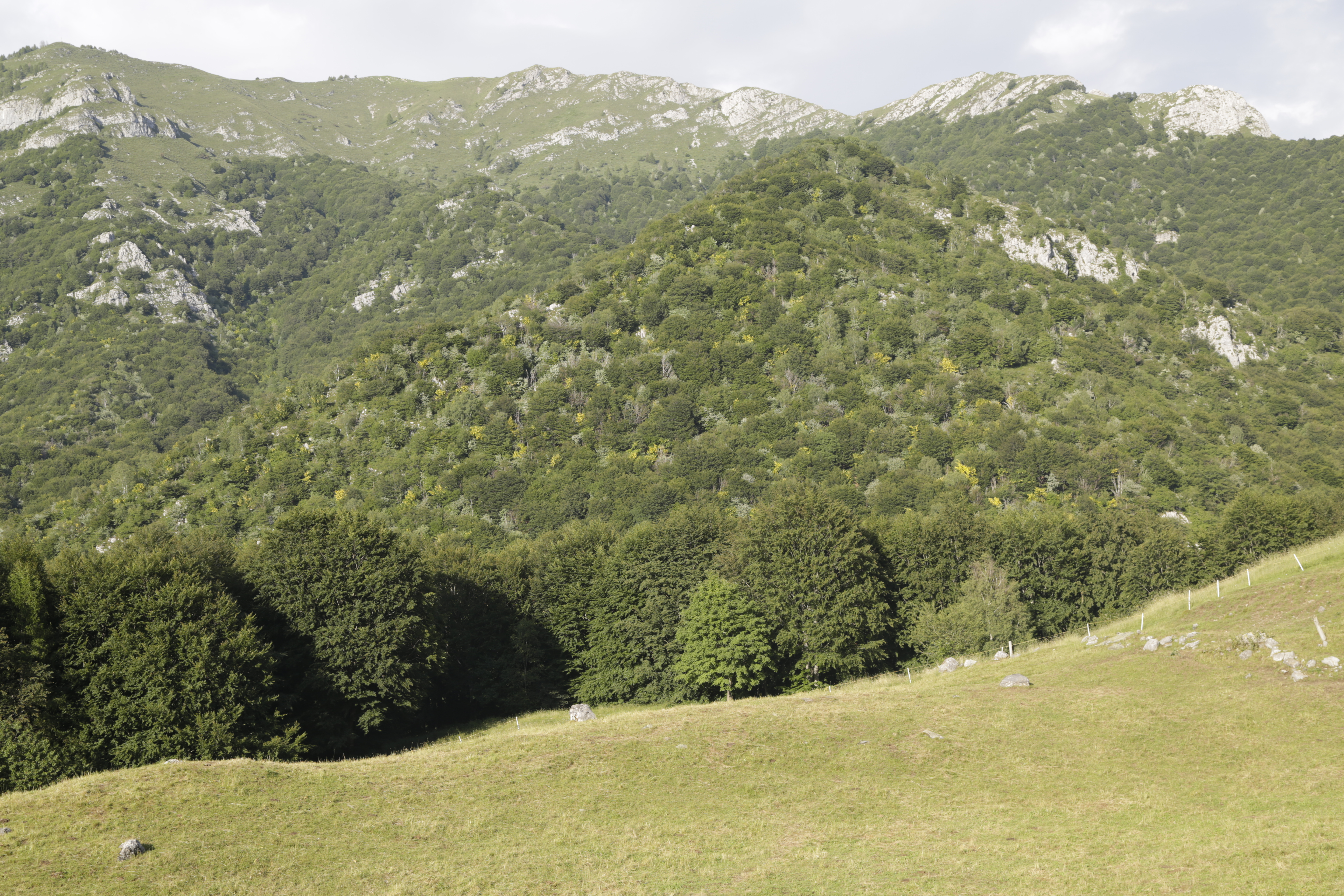
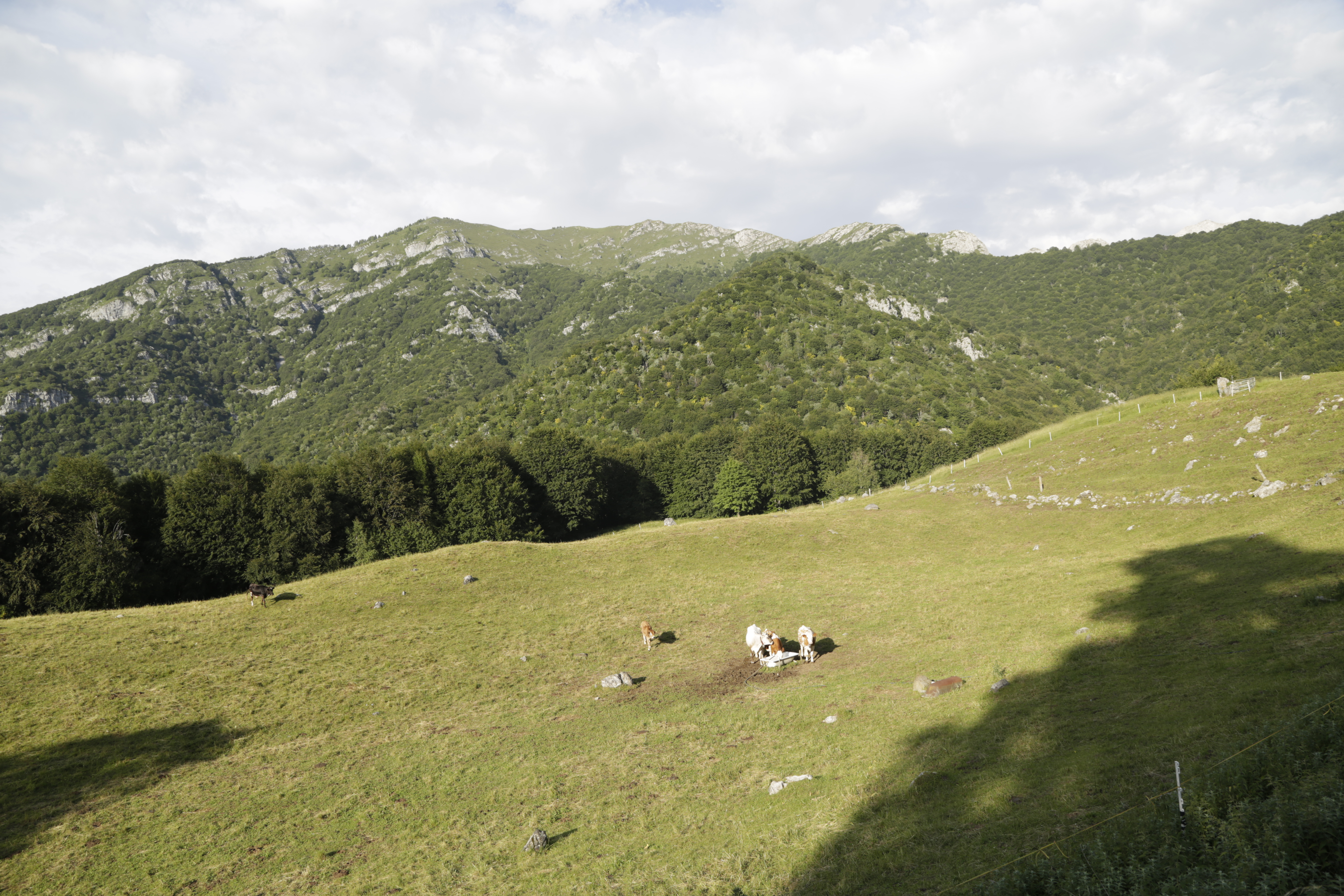
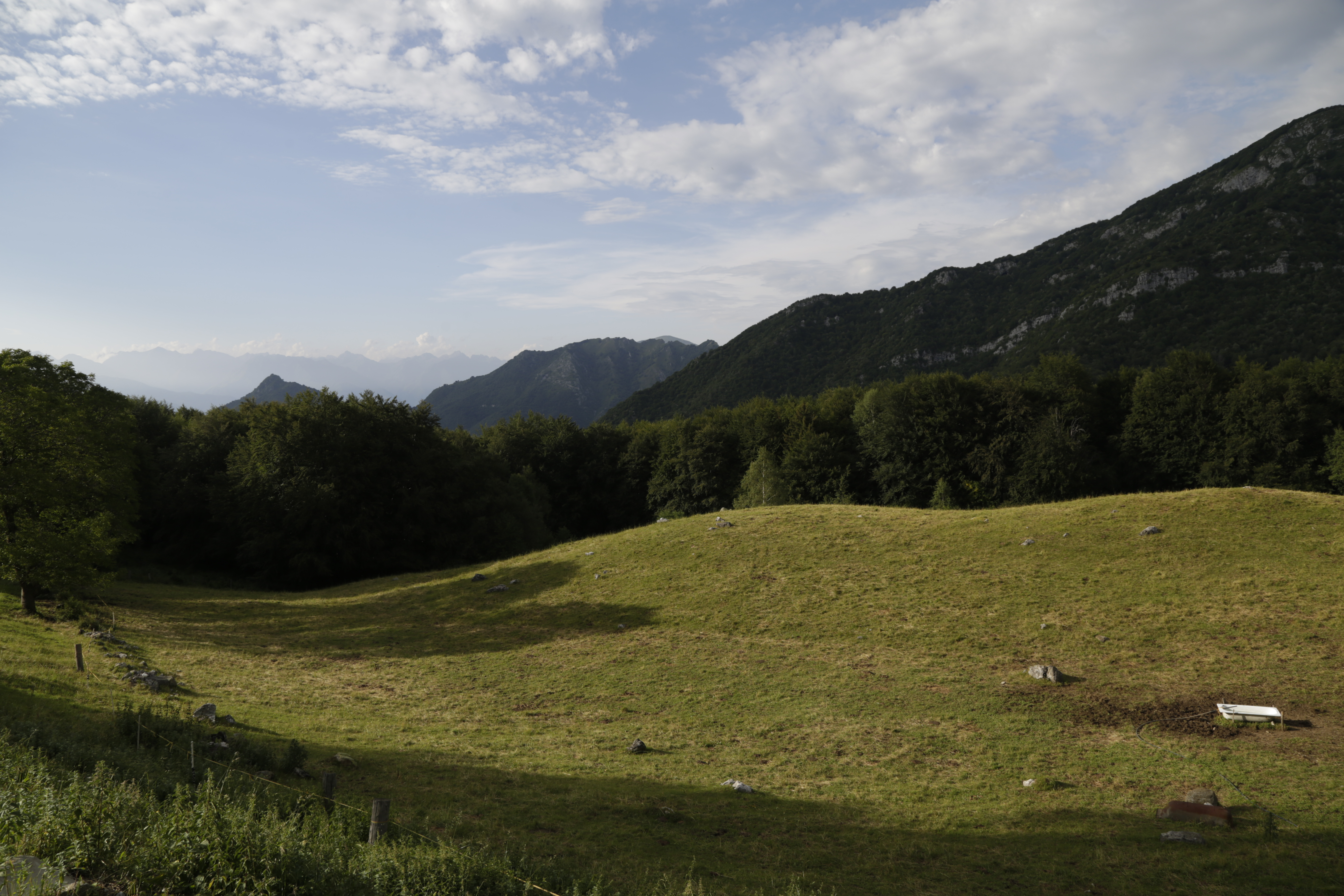
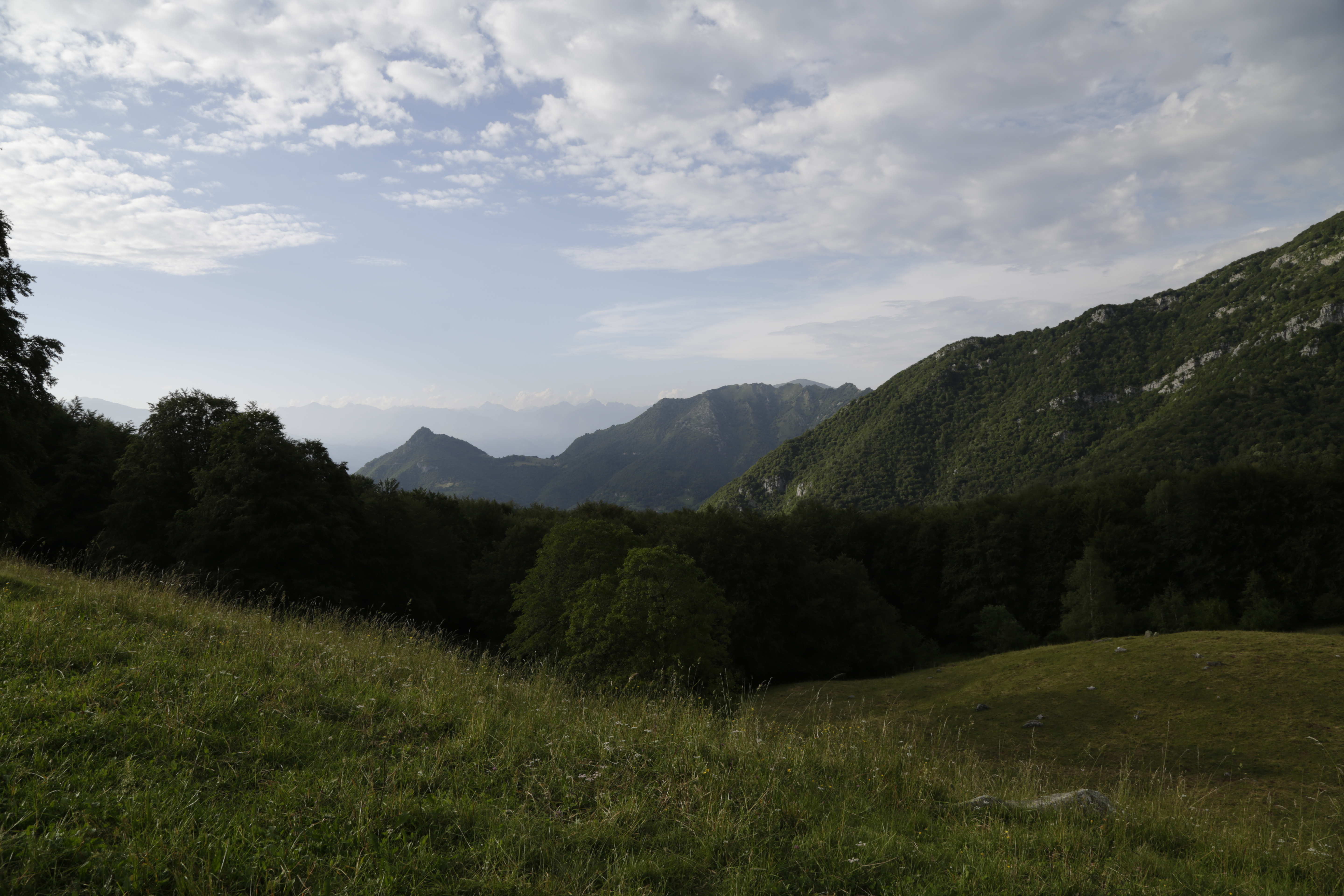